# Tang Taizong
Tang Taizong, född 23 januari 599 i Wugong, Xianyang, död 10 juli 649, var en kinesisk kejsare under Tangdynastin som regerade mellan 627 och 649.
Tang Taizong var son till Li Yuan och hans personliga namn var Lǐ Shìmín (李世民). Han stod bakom flera av faderns militära framgångar och förde befäl över faderns trupper redan vid erövringen av Chang'an 617, en erövring som ledde till Suidynastins fall.
Tang Taizong tog makten år 626 genom att mörda sin äldre bror som var tronföljare, sin yngre bror och deras tio söner vid incidenten vid Xuanwuporten. Han förmådde sedan sin far att abdikera.
Han ägnade sig med stor energi åt sitt rikes inre organisation. Han förenklade hovhållningen, inskränkte det ofta skadliga inflytande härskarfamiljens övriga medlemmar utövat på styret. Han skapade en ny härordning, med vars hjälp en stående armé försörjdes genom jordbrukskolonier runt om i imperiet. Han genomförde också en jordreform, enligt vilken jorden omfördelades med jämna mellanrum. Skatterna erlades i spannmål eller kläde.
Rikets lagar undergick en grundlig revision, så att det nya lagverket, Tangdynastiens lagar (唐律疏義), blev grundvalen för Kinas hela följande lagstiftning. Riket indelades i tio stora generalguvernement under var sin ståthållare. Religiös tolerans iakttogs mot invandrande buddhister, mazdeister och från Persien kommande nestorianska kristna; om de sistnämndes kult påbjöd kejsaren i ett dekret (638), att den såsom "upphöjd och fridsam" fritt fick spridas över riket. Ett slags universitet med mycket rikhaltigt bibliotek upprättades. 
Taizong erkändes som storkhan över den östligare delen av de turkiska nomadstammar, som rådde över Centralasien från Kaspiska havet till Manchuriet,
och Kinas gräns utsträcktes ända till Pamir. Kinas avsöndrade forna kolonier
Annam och Tonkin underkastade sig kejsarens överhöghet. 
År 638 anföll det  tibetanska kejsardömet och för att en fred skulle ingås krävde den tibetanske kejsaren Songtsän Gampo att Tanghovet lät honom gifta sig med en kinesisk prinsessa . Omkring år 640 gifte sig Sontsän Gampo med prinsessan Wen Cheng, som var brorsdotter till Taizong.
Föga framgång hade däremot Taizongs ingripande i de inbördes strider, som rasade mellan
tre rivaliserande konungariken i Korea. Efter ett långvarigt krig nödgades han till återtåg. Sina sista år ägnade kejsaren åt att till tronföljarens undervisning utarbeta en bok om en härskares plikter.